# Angraecum curvipes
Espèce
Statut de conservation UICN

 EN B2ab(i,ii,iii,iv,v) : En danger
Angraecum curvipes est une espèce de plantes à fleurs de la famille des Orchidaceae (les orchidées) et du genre Angraecum, endémique du Cameroun et de la région continentale de la Guinée équatoriale.

## Biologie
C'est une herbe épiphyte présentant une tige de 10 cm de longueur, densément feuillue, des feuilles distiques, oblongues-ligulées, un apex inégalement bilobé, des inflorescences à une fleur aussi longues que les feuilles, des fleurs jaune verdâtre et un éperon filiforme à la base, renflé vers l'apex.

## Distribution
L'espèce a d'abord été récoltée en octobre 1899, en fleurs sur des arbres, au bord du Ngoko (ou Dja) dans la région de l'Est, par Rudolf Schlechter et n'a longtemps été connue qu'à travers cet échantillon-type. 

Par la suite elle a été observée également au Cameroun dans une cacaoyère à l'intérieur du parc national de Campo-Ma'an, ainsi qu'en Guinée équatoriale dans le parc national de Monte Alén.

## Écologie
L'espèce a été observée à une altitude généralement comprise entre 530 et 570 m, sur des arbres aux abords des cours d'eau, dans des forêts semi-décidues.
Menacée par l'exploitation forestière et l'agriculture, elle figure sur la liste rouge de l'UICN comme une « espèce en danger ». Elle est cultivée à l'ombrière de Yaoundé.